# RZSD 2TE25A
A 2TE25A Vityaz (oroszul: 2ТЭ25А Витязь) az orosz Transzmasholdinghoz tartozó Brjanszki Gépgyár (BMZ) kétszekciós tehervonati dízel-villamos mozdonya, melyet az Oroszországi Vasutak (RZSD) megrendelésére fejlesztettek ki.

## Története
A mozdony kifejlesztéséhez a 2TE25K Pereszvet szolgált alapul. A mozdony forgóvázának futáspróbái 2006-ban kezdődtek a VNITKI kolomnai próbapályáján. Az mozdony 2006 augusztusára készült el.
A Brjanszki Gépgyárában megépített 2TE25A Vityaz tehervonati dízelmozdony a közlekedési hatóságoktól megkapta a szükséges tanúsítványokat a prototípusok megfelelőségére. Ezután még szükség lesz egy tanúsító eljárásra, amely a szériára szól. A tanúsítás az eredetileg tervezetthez képest elhúzódott - tavasszal a válságra koncentrált mindenki, nem az új mozdonyokra -, bár az Oroszországi Vasutakkal (RZSD) 100 mozdony leszállítására kötött, előzetes megállapodás továbbra is él. Elkészült a szerződéstervezet, amely szerint 2009-2011 között gyártanák a mozdonyokat, a pontos mennyiséget az RZsD még nem határozta meg (akár jelentősen meg is haladhatja a 100-as értéket).
A jármű 2×2500 kW névleges teljesítményű, kétszekciós, Co'Co' tengelyelrendezésű szekciókkal, erőforrása egy-egy 12 hengeres D49 motor, az erőátvitel villamos, aszinkron vontatómotorokkal, a forgóvázak radiálisan beálló tengelyűek. Természetesen a szokásos elektronikus eszközök sem hiányoznak róla.
A BMZ következő projektje a 3500 kW szekcióteljesítményű TE35/2TE35, amit eredetileg a Transzmasholding többségi tulajdonában lévő Luhanszkteplovozzal közösen szerettek volna kidolgozni, de a törékeny ukrán politikai helyzet miatt úgy tűnik, a BMZ egyedül viszi végig.